# Magé (Brazilië)
Magé is een gemeente in de Braziliaanse deelstaat Rio de Janeiro. De gemeente telt ongeveer 237.420 inwoners (schatting 2017).

## Aangrenzende gemeenten
De gemeente grenst aan Duque de Caxias, Guapimirim en Petrópolis.

## Verkeer en vervoer
De plaats ligt aan de wegen BR-116, BR-493 en RJ-107.

## Geboren
- Manuel dos Santos, "Garrincha" (1933-1983), voetballer